# 克里斯蒂娜·彼得斯
克里斯蒂娜·彼得斯（德語：Kristina Peters，1968年3月24日—），德国女子曲棍球运动员。她曾代表德国参加1992年和1996年夏季奥林匹克运动会曲棍球比赛，其中1992年奥运会获得一枚银牌。